# Villars Hockey Club
Il Villars Hockey Club (abbreviato Villars HC) è una squadra di hockey su ghiaccio svizzera. Fu fondata nel 1908 con sede a Villars-sur-Ollon e milita nella Prima Lega.

## Cronologia
- 1908-1909: 1º livello
- 1909-1916: ?
- 1916-1917: 1º livello
- 1917-1923: ?
- 1923-1924: 1º livello
- 1924-1937: ?